# Episodi di Tutto Totò
La serie televisiva Tutto Totò, composta da dieci episodi, è stata originariamente trasmessa dal 4 maggio al 6 luglio 1967 su Rai 1, fatta eccezione per l'episodio Totò yè yè, che è stato trasmesso su Euro TV il 27 aprile 1986, e per Totò a Natale, che non venne mai trasmesso.
| nº | Titolo            | Prima TV       |
| -- | ----------------- | -------------- |
| 1  | Il latitante      | 4 maggio 1967  |
| 2  | Il tuttofare      | 10 maggio 1967 |
| 3  | Il grande maestro | 13 maggio 1967 |
| 4  | Don Giovannino    | 18 maggio 1967 |
| 5  | La scommessa      | 25 maggio 1967 |
| 6  | Totò ciak!        | 8 giugno 1967  |
| 7  | Totò a Napoli     | 13 giugno 1967 |
| 8  | Premio Nobel      | 6 luglio 1967  |
| 9  | Totò yè yè        | 27 aprile 1986 |
| 10 | Totò a Natale     | mai trasmesso  |

## Il latitante
- Scritto da: Bruno Corbucci, Giovanni Grimaldi
- Totò interpreta: Gennaro Lapezza

### Trama
Dopo aver scontato sei mesi di reclusione per aver tentato di rubare un portafoglio sull'autobus, Gennaro Lapezza viene rimesso in libertà e può uscire dal Carcere di Regina Coeli. Nel suo saluto di commiato il direttore del carcere si augura che Gennaro possa cambiare vita e trovarsi un lavoro onesto, suggerendogli di chiedere aiuto ai suoi vecchi compagni.
Prendendo spunto dal suggerimento del direttore del carcere, a Gennaro viene in mente un piano per truffare delle persone benestanti. Si spaccia per un vecchio compagno di classe e racconta di aver investito un passante in un incidente stradale, mentre stava tornando dalla sua villa di Punta Ala a bordo della sua Jaguar.
Chiede poi ospitalità nella loro casa per tre giorni, il tempo necessario ad evitare l'arresto per flagranza di reato, usufruendo così di vitto e alloggio, e, essendo sprovvisto del portafoglio rimasto nel cruscotto della Jaguar, si fa anche comprare della biancheria intima, una valigetta di pelle, e prestare dei soldi per pagare l'avvocato difensore.
Dopo aver truffato in questo modo sia il signor Piceretti che il signor Melicardi, una sera, passeggiando in un luna park, prova a fare la stessa cosa con un signore impegnato al tiro a segno con il fucile. Ma stavolta ha scelto la persona sbagliata, perché si tratta di un ispettore di polizia al corrente della truffa, che lo fa arrestare nuovamente.
- Guest star: Lia Zoppelli (Aurelia Melicardi), Giuseppe Porelli (Cesare Melicardi), Mario Castellani (Piceretti), Enzo Turco (direttore del carcere), Gino Cervi (ispettore)
- Altri interpreti: Piero Gerlini (senatore), Ivy Holzer (figlia di Piceretti), Simone Mattioli, Antonio La Raina, Gino Ravazzini, Rita Shell, Elena Tricoli, Massimo Ungaretti

## Il tuttofare
- Scritto da: Totò, Michele Galdieri, Bruno Corbucci
- Totò interpreta: Rosario De Gennaro

### Trama
Rosario de Gennaro è disoccupato e per ottenere un incarico qualsiasi non dà tregua agli addetti dell'ufficio di collocamento, assillandoli continuamente. Finalmente gli viene dato un lavoro: assistente di un noto parrucchiere della città, il signor Camillo. Il parrucchiere per prima cosa gli cambia il nome in "Lallo", perché a suo dire "De Gennaro" non è un nome d'arte; poi manda Rosario dai clienti in attesa.
Lallo, come estetista, si rivelerà un completo disastro: distruggerà la capigliatura di una contessa, rimpicciolirà la grassa moglie d'un notabile venuta per una sauna, ed infine romperà il piede ad un cliente venuto solo per farsi tagliare le unghie. Camillo, esasperato, caccia De Gennaro, ma questi non si dà per vinto e alla fine riuscirà a farsi assumere come "balia asciutta".
- Guest star: Mario Castellani (Camillo), Antonella Steni (Mary), Gisella Sofio (contessa Giulia)
- Altri interpreti: Giuseppe Anatrelli (conte), Annabella Cerliani, Vittoria Di Silverio (cliente sovrappeso), Cesare Gelli (impiegato), Anna Maria Improta, Gualtiero Isnenghi, Corrado Olmi (impiegato), Massimo Ungaretti, Gino Ravazzini (marito della cliente sovrappeso)

## Il grande maestro
- Scritto da: Totò, Bruno Corbucci
- Totò interpreta: Mardoccheo Stonatelli

### Trama
Mardoccheo Stonatelli è un uomo che si crede un grande compositore musicale di cui nessuno comprende il talento, ma in realtà è un inetto. Perfino la moglie non sopporta più i suoi disastri sonori, considerato che abitano in un monolocale diviso in due stanze solo da un armadio e dal bagno. Un giorno Stonatelli viene a sapere che a Roccacannuccia si sta cercando un direttore d'orchestra per il concerto della banda che si terrà la domenica successiva: Stonatelli non esita un secondo e accetta subito l'offerta.
Arrivato nell'unico hotel del paese cominciano i guai, perché una cameriera un po' svampita gli assegna una stanza che era già stata prenotata da altre due persone - un avvocato e un ammalato - senza che nessuno dei clienti sapesse della presenza degli altri. Dopo una tremenda nottata passata a litigare con gli altri due ospiti, il maestro Stonatelli è pronto a dirigere la banda del paese: improvvisa la celeberrima gag dell'imitazione del tamburo detta anche dei fuochi d'artificio, e la gag della processione con la candela. L'episodio si conclude col "grande maestro" Stonatelli che percorre di corsa tutte le strade del paese inseguito dall'intera orchestra che esegue "La fanfara dei bersaglieri".
- Guest star: Ernesto Calindri (Ercole Sansone), Giusi Raspani Dandolo (Peppina, moglie di Stonatelli), Mario Castellani (Gennaro Spaghetti)
- Altri interpreti: Mario De Simone (paesano), Valeria Fabrizi (cameriera), Piero Gerlini (proprietario dell'albergo), Elsa Ghiberti, Alberto Nucci, Nello Riviè, Alfredo Rizzo (postino), Nietta Zocchi (Concetta, la vicina di casa)

## Don Giovannino
- Scritto da: Totò, Bruno Corbucci
- Totò interpreta: Barnaba Parmiggiani

### Trama
Barnaba Parmiggiani, detto Babà è un posteggiatore di auto d'un centro commerciale che si trova vicino alla bottega di fiori di suo cognato. Babà è un notissimo playboy che si offre di sorvegliare le auto delle donne più belle e, preferibilmente, sposate: mentre queste sono nel negozio a far compere, Babà si annota i loro indirizzi, che legge dai libretti dentro le auto. Laura è una di queste: Babà la segue fino al suo palazzo e, approfittando dell'assenza del marito (Castellani), entra anche lui. Ma poco dopo rincasa il marito di Laura; il "Don Giovannino" si finge pazzo, e dato che da pochi giorni si era sparsa la notizia dell'evasione di un pericoloso malato di mente da una clinica di cura, inizia una divertentissima serie di equivoci e gag esilaranti. Tutto si conclude nel più rocambolesco dei modi...
Barnaba torna affranto nel negozio di fiori, dove il cognato lo incarica di consegnare un pacco ad una nota signora (Lualdi) presso un negozio d'indumenti; Babà subito ne approfitta per tentare una seconda avventura. La donna è sola: il marito è uscito un attimo, e Babà comincia immediatamente a corteggiarla. Ma poco dopo ritorna il marito, sconvolto perché il negozio è sull'orlo del fallimento: solo l'anima di suo padre potrà dargli un consiglio. Babà intanto ha assunto la posizione statica di un manichino e teme le mosse del venditore furibondo, che intanto ha allontanato la moglie e si sta sfogando proprio contro i fantocci, responsabili a suo dire di tutte le sue sciagure. Nuovamente, dopo una serie di situazioni divertentissime, Babà saprà trovare la via di fuga: fingerà d'essere l'anima del defunto genitore del commerciante, e gli ordinerà di lasciarlo andare via recando con sé un paio di stoffe, e non prima d'aver abbracciato e baciato la sua consorte! Barnaba ritorna così ancora una volta al negozio del cognato, salvo ma sconfitto. Lì una donna brutta e anziana sta cercando informazioni: il cognato la affida proprio alle cure di Babà...
- Guest star: Franco Volpi: (marito di Elena), Gloria Paul (Laura Verdi), Mario Castellani (Alberto Verdi), Gianni Agus (cognato), Antonella Lualdi (Elena)
- Altri interpreti: Cesare Gelli, Cesarina Gherardi, Ivy Holzer, Diana Rabitto, Alfredo Rizzo, Regina Seifert

## La scommessa
- Scritto da: Totò, Bruno Corbucci
- Totò interpreta: Oberdan Lo Cascio

### Trama
Oberdan è il factotum di uno studio legale, ma purtroppo è timidissimo con le donne e rifiuta qualsiasi invito a casa o a cena. Nel suo ufficio tutti lo prendono in giro, e la moglie del suo datore di lavoro arriva a scommettere col marito - l'avvocato Giulio Cesare - che riuscirà ad avere un appuntamento galante con lui.
L'appuntamento è in una saletta riservata di un night club, e Oberdan prova ad inventare delle scuse con il maître per evitare il romantico tête-à-tête con la signora. La donna però riesce a far sciogliere l'impacciato Oberdan e a vincere la sua ritrosia. L'avvocato è costretto a pagare la scommessa e, per gelosia, decide anche di vendicarsi licenziando il povero impiegato.
La signora Bianca promette ad Oberdan di fargli riavere il posto di lavoro, e per risarcirlo gli dona il denaro vinto con la scommessa. Oberdan, in preda alla felicità, supera la sua timidezza e si tuffa nel divertimento notturno assieme alle altre donne presenti nel locale.
- Guest star: Luisella Boni (Bianca), Mario Pisu (avv. Giulio Cesare), Mario Castellani (maître), Walter Chiari (se stesso)
- Altri interpreti: Franco D'Amato, Tino Fornai, Ivy Holzer (Liliana) Viviana Larice, Diana Rabitto, Rossella Spinelli, Dino Valdi, Vittorio Zizzari

## Totò ciak!
- Scritto da: Bruno Corbucci
- Totò interpreta: L'agente segreto

### Sinossi
Una bella annunciatrice (Guzzinati) introduce il tema della predilezione degli italiani per i film "alla 007", per i film western e per i film musicali. Totò sfrutta lo spunto per parodiare i film di spionaggio e per improvvisarsi pistolero, nell’ambito di un breve musicarello con siparietti affidati a cantanti di chiara fama (Gianni Morandi, Bobby Solo, Richard Anthony, i Royals, e altri ancora) e con la partecipazione di prestigiose guest star (Gordon Mitchell, storpiato in Mitchel nei titoli di testa).
I cognomi di Mitchell e di Lay, entrambi storpiati nei titoli di testa, sembrano dar ragione a chi - come Castellani - rimproverava alla RAI una buona dose di approssimazione nel confezionamento della serie televisiva.

### Trama

Totò in una scena dell'episodio

Nella prima parte, ambientata in un modernissimo albergo con piscina che si presta ottimamente alle frequenti interruzioni musicali, Totò è un’improbabile spia alle prese con gli agenti "doppio zero" rivali detti il Lupo e il Maltese, anche loro interessati ad un microfilm in mano ad un terzo agente straniero: il Pechinese. Con l’aiuto del suo braccio destro Sheridan (Lay, l’interprete del vero tenente Sheridan, che dunque esegue una godibilissima parodia di sé stesso) riesce a far eliminare a vicenda il Lupo ed il Maltese nel corso di una surreale sparatoria. Entra quindi in contatto col Pechinese, che conduce poi da Sheridan presentandosi accompagnato da... un cane di piccola taglia! Ma le sorprese non sono ancora finite.
Nella seconda parte, Totò è un cowboy il cui padre è stato ucciso dal temibile fuorilegge Ringo (Mitchell); i suoi tre fratelli decidono di vendicarne la morte (si tratta di una palese parodia de I quattro figli di Katie Elder, con John Wayne). Totò, per evitare il ferale scontro a fuoco, tenta dapprima di alterare il sorteggio con cui è stato designato vendicatore, poi cerca di farsi passare per figlio illegittimo e dunque indegno di vendicare il padre. Successivamente raggiunge Ringo in sella ad un somarello e, dopo aver bevuto del petrolio lampante perché riteneva troppo leggeri tutti i liquori disponibili al saloon, sfida il pistolero a duello. Dopo aver fermato i proiettili sparati da Ringo con le mani, con la bocca e persino con le orecchie, mette infine in fuga l’avversario terrorizzandolo con sputi di liquore infuocato.
- Guest star: Ubaldo Lay (ten. Sheridan), Daniele Vargas, Margherita Guzzinati (presentatrice), Gordon Mitchell (Ringo)
- Altri interpreti: Umberto Aquilino, Roland Bartrop, Mario De Simone (McGregor), Pino Ferrara, Cesare Gelli, Piero Gerlini (cowboy), Maurizio Graf, Ivy Holzer, Anna Identici, Franco Iacovolta, Gianni Morandi (se stesso), Donatella Moretti, Diana Rabitto, I Royals (se stessi), Bobby Solo (se stesso), Claudio Sora, Nino Terzo, Marisa Traversi, Marco Tulli

## Totò a Napoli
- Scritto da: Bruno Corbucci, Mario Amendola
- Totò interpreta: La guida abusiva

### Sinossi
In alcuni punti del film (ad esempio nella terza sequenza e nella descrizione del Maschio Angioino) si può notare che Totò non recita in voce, ma è doppiato da una voce estranea. Secondo alcuni ricercatori è riconoscibile il timbro di Alighiero Noschese; secondo altre fonti si tratta invece di Carlo Croccolo. È probabile che queste scene, girate in esterno, necessitassero in ogni caso di doppiaggio; ma essendo nel frattempo sopraggiunta l'improvvisa morte di Totò, l'attore non aveva più potuto dare la propria voce al suo personaggio.

### Trama
Totò è una guida non autorizzata che porta a spasso per Napoli un gruppo di turisti stranieri, ignari d'essere caduti nelle mani d'un noto imbroglione. Il più malcapitato è un portiere d'albergo (D'Alessio). Mentre Totò sorseggia un drink con una ragazza, è raggiunto dal portiere furibondo che gli ordina di restituirgli le sessantamila lire rubategli da Totò in precedenza. Questi rifiuta, ma la ragazza si offre di pagare per lui, chiedendo al contempo ai due di cambiarle cento dollari; poi si allontana. Totò e il portiere, tutti contenti, ordinano un caffè; ma al momento di pagare non si accorgono che i cento dollari della ragazza sono falsi, e vengono arrestati.
- Guest star: Luisella Boni (presentatrice), Ugo D'Alessio (portiere dell'albergo), Miranda Martino (Carolina)
- Altri interpreti: Vittorio Bottone, Gloria Christian, Peppino di Capri, Franco Furelli, Nunzio Gallo, Amedeo Girard (padre della guida), Maciaz, Graziella Marina, Renata Mauro, Lorenzo Terzon.

## Totò yè yè
- Scritto da: Bruno Corbucci, Mario Amendola
- Totò interpreta: Il suonatore ambulante

### Sinossi
L'episodio è un vero e proprio documento d'epoca: in larga parte girato al Piper di Roma con la ragazza yè yè Patty Pravo a far da conduttrice e padrona di casa, tocca temi molto significativi per la società di fine anni '60 quali la nuova musica giovanile e la moda dei "capelloni".
Totò morì quando le riprese erano ancora in corso, e l'episodio fu girato solo in parte. La messa in onda venne annunciata per la fine di giugno 1967, ma non fu in realtà mai trasmesso all'epoca. Incompleto di un paio di scene, è stato recuperato e trasmesso per la prima volta il 27 aprile 1986 su Euro TV.

### Trama

Totò in una scena dell'episodio con Mario Castellani, Ferruccio Amendola e Gianni Bonagura

Totò è un musicista ambulante che cerca un ingaggio in un night club gestito da giovani ragazzi e ragazze che amano la musica beat tipica degli anni Sessanta. Totò si sente un pesce fuor d'acqua, perché è un uomo d'altri tempi; tuttavia i giovani finiscono per apprezzare il surreale spettacolo musicale che il "matusa" propone assieme al suo contrabbassista (Castellani), mentre Totò finisce per apprezzare la moda dei "capelloni". Dopo alcuni problemi d'ordine pubblico l'azione si sposta in questura, dove Totò con una serie di gag esilaranti manda più volte in confusione il commissario (Agus). Nel frattempo, nel locale alla moda, continuano le spensierate canzoni... ma Totò ha lasciato il segno e non tutto è come prima!
- Guest star: Patty Pravo (presentatrice), Gianni Agus (commissario), Mario Castellani (suonatore ambulante), Didi Perego ("Ganzina"), Marisa Merlini (Monica), Mina (se stessa). Negli interventi parlati, Patty Pravo è doppiata.
- Altri interpreti: Ferruccio Amendola (proprietario del locale), Gianni Bonagura (Paolo), Lee Chamberlain, Piero Gerlini (poliziotto), Remo Germani (se stesso), Carla Macelloni, Nomadi (se stessi), Corrado Olmi (proprietario del negozio di abbigliamento), Tony Renis (se stesso), The Renegades (se stessi), Ricky Shayne (se stesso), Solidea (se stessa).

## Premio Nobel
- Scritto da: Totò, Michele Galdieri, Bruno Corbucci
- Totò interpreta: Serafino Bolletta

### Trama
Corrado, in veste di giornalista, si reca ad intervistare il professor Serafino Bolletta, probabile vincitore del prossimo Premio Nobel. Con grande stupore scopre che si tratta d'un personaggio piuttosto bizzarro, indebitato con tutti i commercianti del quartiere, le cui invenzioni sono decisamente ridicole.
Una volta ricevuta la conferma ufficiale d'assegnazione del premio, il professor Bolletta si mette in viaggio per Stoccolma. Sul wagon-lits del treno finisce nello stesso scompartimento dell'onorevole Cosimo Trombetta (Castellani), dove ha luogo il celeberrimo sketch del vagone letto (il quale ricalca il medesimo skecth girato per il film Totò a colori). 
L'improvviso arrivo della seducente baronessa Simonetta Bagneroli della Stufa (Milo), che finge d'essere inseguita da un violento spasimante e chiede ospitalità, porta ulteriore scompiglio, anche perché ci sono soltanto due letti a disposizione. Con alcuni stratagemmi la baronessa riesce a cacciare entrambi gli uomini dallo scompartimento e a goderselo tutto per sé. Non paga, la baronessa accompagna il professor Bolletta alla cerimonia di premiazione del Nobel, impossessandosi dell'assegno consegnato al vincitore.
- Guest star: Mario Castellani (Cosimo Trombetta), Corrado Mantoni (se stesso), Enzo Turco (controllore del treno), Sandra Milo (baronessa Simonetta Bagneroli della Stufa)
- Altri interpreti: Nietta Zocchi (moglie del prof. Bolletta), Piero Gerlini (macellaio), Antonio La Raina, Diana Rabitto, Alfredo Rizzo, Nunu Sanchioni

## Totò a Natale
- Scritto da (presumibilmente): Totò, Bruno Corbucci
- Totò interpreta: ?

### Sinossi
Da alcune sinossi pubblicitarie dell'autunno 1966 e dai piani di lavorazione della serie, l'episodio sarebbe dovuto consistere in una sorta di festa natalizia, durante la quale Totò avrebbe dovuto intrattenere una moltitudine d'invitati con una sequenza di trovate e battute a raffica (probabilmente riproponendo anche in questo caso alcuni suoi vecchi canovacci teatrali del periodo di rivista con Galdieri). 
L'episodio venne bocciato dalla commissione di censura RAI in quanto ritenuto "oltraggioso". Ciò comportò la sua soppressione dalla serie attorno a marzo 1967, costringendo anche al pagamento di circa cinque milioni di lire al fine di compensare il denaro speso per le riprese e per il cast. Negli anni successivi nessuno (nemmeno il regista D'Anza) ebbe lo scrupolo di riproporre l'episodio, del quale di conseguenza si perse qualunque traccia. Negli anni ottanta e novanta del '900 Giancarlo Governi, approntando le sue trasmissioni biografiche su Totò, tentò di ritrovare quanto restava dell'episodio negli archivi della Rai, ma senza alcun risultato. Anche studiosi come Marco Giusti e Alberto Anile provarono a cercarlo negli anni successivi, sempre senza esito: negli archivi della produzione sembra non esser rimasta traccia nemmeno di fotografie di scena o bozze di sceneggiatura. Per queste ragioni, attualmente è l'unico film del comico napoletano che si considera essere completamente perduto.
- Guest star: cast sconosciuto
- Altri interpreti: cast sconosciuto